# Aglaophenia fluxa
Aglaophenia fluxa är en nässeldjursart som beskrevs av John Fraser 1948. Aglaophenia fluxa ingår i släktet Aglaophenia och familjen Aglaopheniidae. Inga underarter finns listade i Catalogue of Life.